# LipLog
LipLog（リプログ）は、かつてアカシインターナショナルが運営していた、女性向けブログポータルサイトである。

## 概要
ブロガー（ブログ執筆者）はタレント、モデル、スペシャリストなど各界で活躍する10代後半から20代の女性が中心。新規ブロガーとなるためには書類選考を通過しなければならない。以前はラジュニールドクターケア、ボンドアンドパートナーズが運営を行なっていた。
2011年9月にサイトが突然閉鎖される。運営・管理を委託している取引先と契約を解消したため一時的に閉鎖されているとの案内がなされたが、2012年1月現在も契約ブロガーへの個別連絡は行われておらず、アクセスもできない状況となっている。

## 主な利用者
- 加護亜依
- 福井仁美
- Mi
- 神戸蘭子
- 佐藤千秋
- 吉川春菜
- IKKO
- 渋井陽子
- 鮫島礼子
- 西尾優子